# スティーブン・ボーン

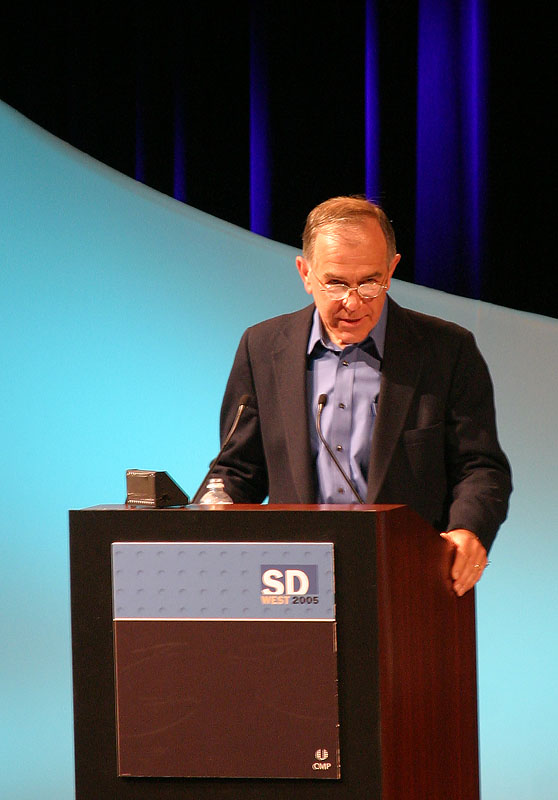
SDWest 2005 で講演中のスティーブン・ボーン

スティーブン・R・ボーン（英:Stephen R. Bourne、1944年1月7日 - ）は、UNIXの標準コマンド行インタフェースの基盤となった Bourne Shell（sh）の作者として知られている計算機科学者。
キングス・カレッジ・ロンドンで数学の学士号を取得。ケンブリッジ大学トリニティ・カレッジで計算機科学を学び、数学の博士号を取得した。その後、ケンブリッジ大学コンピュータ研究所で ALGOL 68 コンパイラ開発に携わった。
ベル研究所に移って9年間を過ごし、Version 7 Unix 開発に携わった。その間に Bourne Shell だけでなく、adb デバッガを開発し、一般向けのUNIX入門書 The UNIX System を執筆した。
その後、シリコングラフィックス、ディジタル・イクイップメント・コーポレーション、サン・マイクロシステムズ、シスコシステムズで技術部門の管理職として働いた。現在は、カリフォルニア州メンローパークにあるベンチャーキャピタル El Dorado Ventures で最高技術責任者（CTO）を務めている。また、ACM会長を務めていたときに創刊した ACM Queue 誌の編集諮問委員会会長も務めている。また、ACMと王立天文学会のフェローでもある。